# 1807 na arte

## Nascimentos
| Data            | Nome                  | Profissão                  | Nacionalidade                           | Observações | Ref |
| --------------- | --------------------- | -------------------------- | --------------------------------------- | ----------- | --- |
| 14 de fevereiro | Max Emanuel Ainmiller | pintor (pintor de vitrais) | Reino da Baviera (Confederação do Reno) | m. 1870     |     |

## Mortes
| Data          | Nome                  | Profissão | Nacionalidade    | Observações | Ref |
| ------------- | --------------------- | --------- | ---------------- | ----------- | --- |
| 28 de abril   | Jacob Philipp Hackert | pintor    | Reino da Prússia | n. 1737     |     |
| 5 de novembro | Angelika Kauffmann    | pintora   | Suíça            | n. 1741     |     |